# Chiesa di Santo Stefano a Calcinaia
La chiesa di Santo Stefano si trova in località Calcinaia, nel comune di Lastra a Signa.

## Storia e descrizione
È documentata già agli inizi del XIII secolo.
All'interno, ad unica grande aula, si distingue un bell'arco di accesso alla tribuna, in pietra serena, realizzato alla fine del Quattrocento, come conferma lo stile decorativo dei capitelli. Risalgono invece al Settecento i due altari laterali, in uno dei quali è conservato un interessante Crocifisso ligneo cinquecentesco. In un locale poco distante dalla chiesa, inoltre, è possibile ammirare un affresco dell'ambiente di Bicci di Lorenzo, raffigurante la Madonna con il Bambino in trono e San Giovanni Battista.
Vicino alla chiesa è l'edificio dell'antica Compagnia della Visitazione, dove in passato era conservato un dipinto di Matteo Rosselli.